# Барон Айронсайд

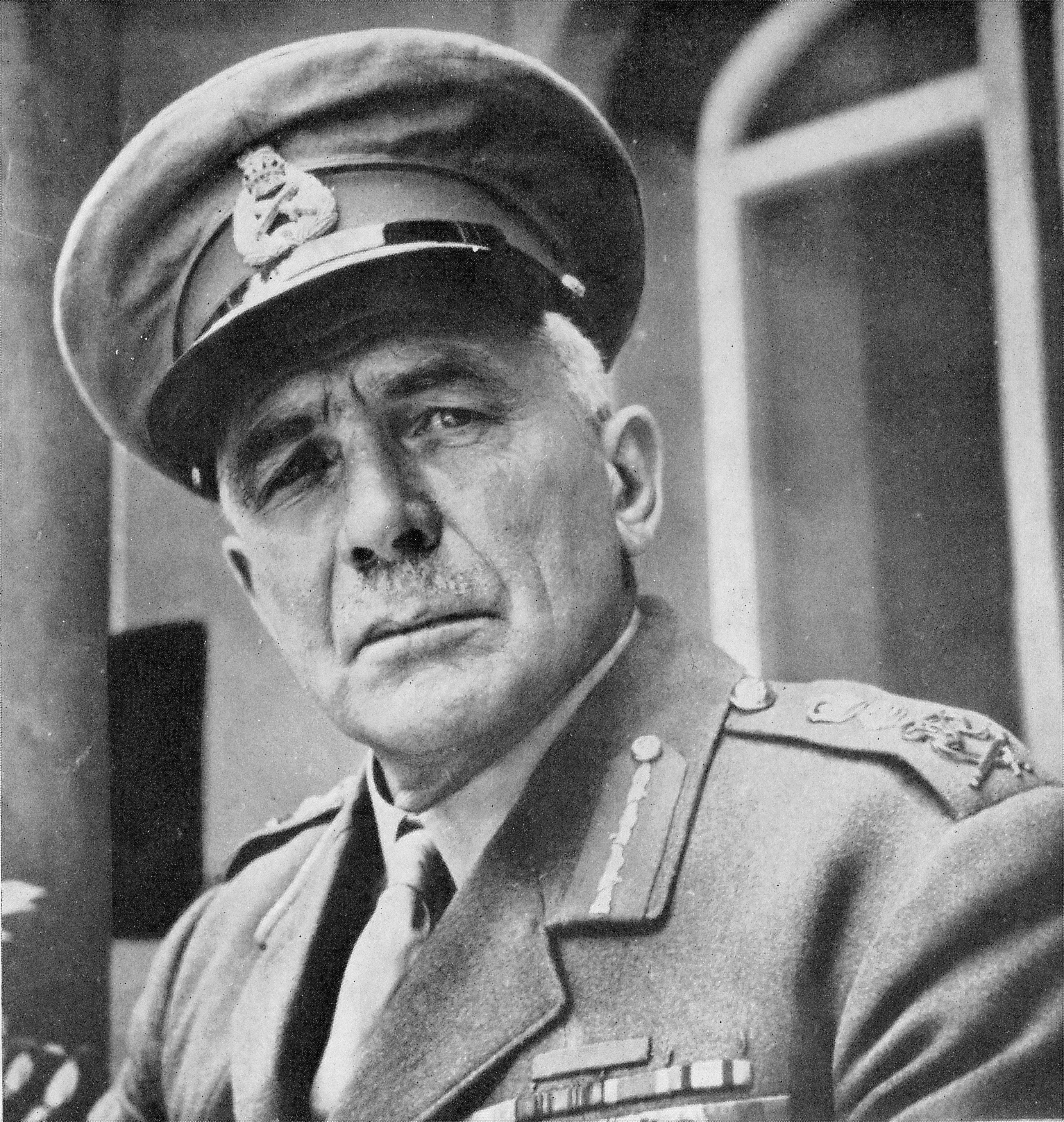
Фельдмаршал Уильям Эдмунд Айронсайд, 1-й барон Айронсайд

Барон Айронсайд из Архангела и Айронсайда в графстве Абердиншир — наследственный титул в системе Пэрства Соединённого королевства. Он был создан 29 января 1941 года для британского военачальника, фельдмаршала сэра Эдмунда Айронсайда (1880—1959). Ранее он занимал должности губернатора Гибралтара (1938—1939) и начальника имперского генерального штаба (1939—1940).
По состоянию на 2024 год носителем титула являлся его внук Чарльз Эдмунд Гренвилл Айронсайд, 3-й барон Айронсайд (род. 1956), единственный сын Эдмунда Ослака Айронсайда, 2-й барона Айронсайда, который стал преемником своего отца в 1959 году. 2-й барон Айронсайд был заместителем председателя Палаты лордов с 1974 по 1977 год. Тем не менее, после принятия Акта Палаты лордов 1999 года лорд Айронсайд потерял своё место в верхней палате парламента.

## Бароны Айронсайд (1941)
- 1941—1959: Уильям Эдмунд Айронсайд, 1-й барон Айронсайд (6 мая 1880 — 23 сентября 1959), сын военного хирурга Уильяма Айронсайда (1836—1881)[1];
- 1959—2020: Эдмунд Ослак Айронсайд, 2-й барон Айронсайд (21 сентября 1924 — 13 января 2020), единственный сын предыдущего[2];
- 2020 — настоящее время: Чарльз Эдмунд Гренвилл Айронсайд, 3-й барон Айронсайд (род. 1 июля 1956), единственный сын предыдущего[3]; 
  - Наследник титула: достопочтенный Фредерик Томас Гренвилл Айронсайд (род. 22 апреля 1991), единственный сын предыдущего[4].